# وزارة الثقافة (اليمن)
وزارة الثقافة هي أحد وزارات الحكومة اليمنية.

## الوزير
الوزير الحالي هو معمر الإرياني، وزير الإعلام والثقافة والسياحة منذ 18 ديسمبر 2020م.

## الجهات التابعة
- الهيئة العامة للآثار والمتاحف.
- الهيئة العامة للمحافظة على المدن التاريخية.
- الهيئة العامة للكتاب.
- المؤسسة العامة للمسرح والسينما.
- صندوق التراث والتنمية الثقافية.
- دور المخطوطات والمكتبات التابعة لها..
- دار الكتب الوطنية وفروعها.
- المكتبة الوطنية بعدن.
- مركز التراث والموسيقى.
- المعهد العالي للفنون بصنعاء.
- معهد جميل غانم للفنون الجميلة بعدن.
- معهد محمد جمعة خان بالمكلا- حضرموت.
- قاعة فلسطين بعدن.
- المراكز الثقافية بأمانة العاصمة والمحافظات.
- المجلات الثقافية.
- قطاع المخطوطات ودور الكتب
- قطاع المصنفات والملكية الفكرية الثقافية
- قطاع الآثار والمدن التاريخية
- قطاع الفنون الشعبية والمسرح
- أي وحدات أخرى تنشأ بقرار جمهوري وتلحق بالوزارة.[1]